# Edhem Eldem

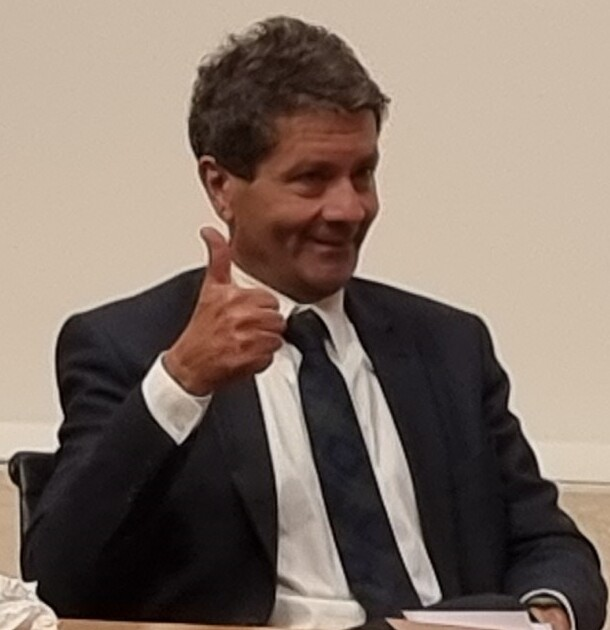
Edhem Eldem (2021)

Edhem Eldem (* 2. März 1960 in Genf) ist ein türkischer Historiker.

## Leben
Edhem Eldem ist ein Nachkomme des osmanischen Großwesirs İbrahim Edhem Pascha (1813–1893). Sein Vater Sadi Eldem (1910–1995) war ein türkischer Diplomat, seine Mutter Rana Hanımsultan (1926–2008) eine osmanische Prinzessin.
Er erwarb zunächst 1979 den Abschluss B.A. in Maschinenbau an der Istanbuler Boğaziçi Üniversitesi. Dort legte er 1983 auch die Prüfung zum MA an der Fakultät für Verwaltungs- und Wirtschaftswissenschaften ab. Im gleichen Jahr ging er zum Sprachkurs und Aufnahmelehrgang Diplôme d’études approfondies an die Université de Provence Aix-Marseille I. Dort wurde er 1989 am Institut für Allgemeine Linguistik und für orientalische und slawische Studien mit der Dissertation Le commerce français d'Istanbul au XVIIIème siècle promoviert.
Eldem arbeitete ab 2012 an der Boğaziçi-Universität in Istanbul in der Fakultät für Geschichte, Kunst und Wissenschaften und war 2011/12 Fellow am Wissenschaftskolleg zu Berlin. Er hatte von 2017 bis 2022 eine auf fünf Jahre befristete Professur für türkische und osmanische Geschichte am Collège de France inne. Im Juli 2024 trat er an der Boğaziçi-Universität in den Ruhestand, nachdem die Verwaltung der Universität Eldems Antrag auf einen Forschungsaufenthalt ohne Begründung abgelehnt hatte.
2022 wurde er zum Ritter der Ehrenlegion ernannt.

## Veröffentlichungen (Auswahl)
- A 135-Year-old Treasure. Glimpses from the Past in the Ottoman Bank Archives. Osmanlı Bankası, Istanbul 1998.
- Banknotes of the Imperial Ottoman Bank (1863–1914). Based on the Ottoman Bank Archives and the Tahsin Ìsbiroğlu Collection. Osmanlı Bankası, Istanbul 1999.
- A History of the Ottoman Bank. Ottoman Bank Historical Research Centre, Istanbul 1999.
- French Trade in Istanbul in the Eighteenth Century. Brill, Leiden / Boston / Köln 1999, ISBN 90-04-11353-3.
- mit Daniel Goffman und Bruce Alan Masters: The Ottoman City between East and West: Aleppo, Izmir, and Istanbul. Cambridge University Press, Cambridge 1999, ISBN 0-521-64304-X.
- Pride and Privilege. A History of Ottoman Orders, Medals and Decorations. Ottoman Bank Historical Research Centre, Istanbul 2004, ISBN 975-93692-8-1.
- Death in Istanbul. Death and its Rituals in Ottoman-Islamic Culture. Ottoman Bank Historical Research Centre, Istanbul 2005, ISBN 975-98125-2-5
- Consuming the Orient. Ottoman Bank Historical Research Centre, Istanbul 2007, ISBN 978-9944-731-00-3.
- als Mitherausgeber: Sedad Hakkı Eldem. Osmanlı Bankası Arşiv ve Araştırma Merkezi, Istanbul 2008, ISBN 978-9944-73-105-8.
- Un Ottoman en Orient. Osman Hamdi Bey en Irak (1869–1871). Actes Sud, Paris 2010.
- Le voyage à Nemrud Dağı d'Osman Hamdi Bey et Osgan Efendi (1883). IFEA - De Boccard, Istanbul - Paris 2010, ISBN 978-2-7018-0281-7.
- Plan B: Ayşe Erkmen. Istanbul Kültür ve Sanat Vakfi, Istanbul 2011, ISBN 978-975-7363-93-4.
- Die Schätze der Antike sind kein Staatsspielzeug. In: FAZ. 14. August 2012, S. 28.
- L'Alhambra à la croisée des histoires. Les Belles Lettres, Paris 2021.